# Třída Isla de Luzón
Třída Isla de Luzón byla lodní třída malých chráněných křižníků španělského námořnictva. Celkem byly postaveny tři jednotky této třídy. Španělské námořnictvo je provozovalo v letech 1887–1900. Isla de Luzón a Isla de Cuba byly roku 1898 potopeny ve Španělsko-americké válce. Obě opravená plavidla americké námořnictvo zařadilo roku 1900 jako dělové čluny. USS Isla de Luzon sloužil do roku 1919 a USS Isla de Cuba byl roku 1912 prodán Venezuele, přičemž do šrotu putoval roku 1940.

## Stavba
Celkem byly postaveny tři jednotky této třídy. Navrhla je britská loděnice Armstrong v Elswicku. Stejná loděnice postavila první dva křižníky, přijaté do služby roku 1887. Třetí křižník postavila španělská loděnice Arsenal de la Carraca. Do služby byl přijat roku 1894.
Jednotky třídy Isla de Luzón:
| Jméno                  | Loděnice              | Založení kýlu | Spuštěn            | Vstup do služby | Osud |
| ---------------------- | --------------------- | ------------- | ------------------ | --------------- | --- |
| Isla de Luzón          | Armstrong             | 1886          | 13. listopadu 1886 | září 1887       | Dne 1. května 1898 potopen vlastní posádkou v bitvě v Manilské zátoce. Američany vyzvednut, opraven a 31. ledna 1900 zařazen jako dělový člun USS Isla de Luzon. Roku 1907 vyřazen námořnictvem a zapůjčen námořní milici. Vyřazen 1919 a roku 1920 prodán civilnímu uživateli. Sešrotován 1931. |
| Isla de Cuba           | Armstrong             | 1886          | 11. prosince 1886  | září 1887       | Dne 1. května 1898 potopen vlastní posádkou v bitvě v Manilské zátoce. Američany vyzvednut, opraven a 11. dubna 1900 zařazen jako dělový člun USS Isla de Cuba. Roku 1912 prodán Venezuele jako Mariscal Sucre. Sešrotován 1940.                                                                 |
| Marqués de la Ensenada | Arsenal de la Caracca | 1887          | 25. února 1890     | 1. února 1894   | Vyřazen 1900. Sešrotován 1913. |

## Konstrukce

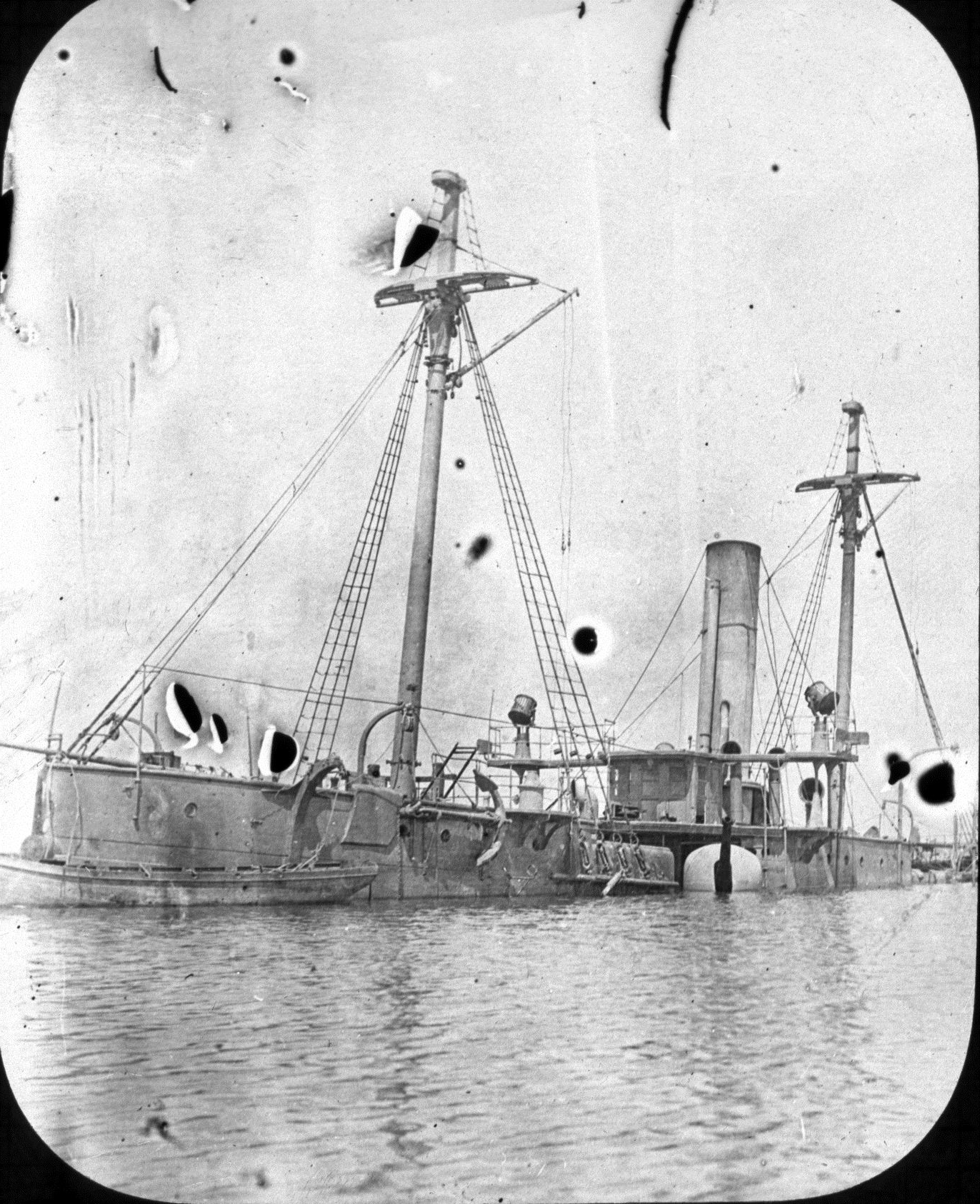
Vrak křižníku Isla de Cuba

Křižníky měly ocelový trup a jeden komín. Chránilo je slabé ocelové pancéřování. Pancéřová paluba o síle 25–64 mm a velitelská věž o síle 51 mm. Hlavní výzbroj představovalo šest 120mm/35 kanónů Hontoria M1883, čtyři 57mm/40 kanóny Hotchkiss a tři 356mm torpédomety. Pohonný systém tvořily dva cylindrické kotle a dva parní stroje o výkonu 2627 hp, roztáčející dva lodní šrouby. Neseno bylo 160 tun uhlí. Nejvyšší rychlost dosahovala 15,9 uzlu.

### Modifikace
Dělový člun USS Isla de Luzon měl po opravě výtlak 1020 t. Byl vyzbrojen čtyřmi 102mm kanóny, čtyřmi šestiliberními kanóny a třemi 356mm torpédomety. Jeho parní stroje měly výkon 535 hp, takže jeho rychlost poklesla na 11,2 uzlu. Roku 1911 dostal nové kotle Babcock & Wilcox. Dělový člun USS Isla de Cuba měl po opravě výtlak 950 t. Jeho výzbroj byla shodná, ale pohonný systém měl výkon 800 hp, takže dosahoval rychlosti 13 uzlů.

## Služba

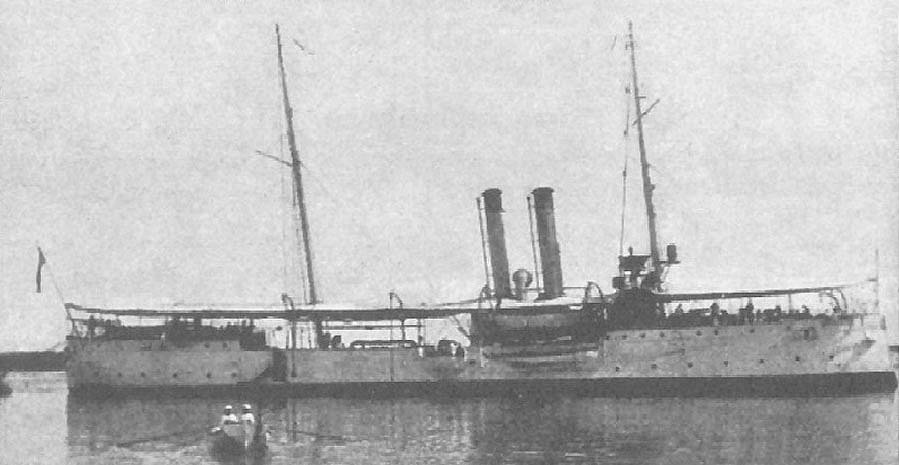
Dělový člun Mariscal Sucre (ex USS Isla de Cuba, Isla de Cuba)

Křižníky se roku 1898 účastnily Španělsko-americké války. Isla de Luzón a Isla de Cuba byly součástí španělské tichomořské eskadry pod velením kontradmirála Patricia Montoja. Dne 1. května 1898 oba potopily vlastní posádky v bitvě v Manilské zátoce, první námořní bitvě této války. Sesterský křižník Marqués de la Ensenada navíc byl už roku 1900 vyřazen kvůli své zastaralosti.
Američané po válce oba křižníky vyzvedli a roku 1900 je zařadili do amerického námořnictva jako dělové čluny USS Isla de Luzon a USS Isla de Cuba. První roky plavidla operovala na Filipínách. Dělový člun Isla de Luzon byl roku 1907 vyřazen a zapůjčen námořní milici států Louisiana a později provozován námořní milicí státu Illinois jako cvičná loď. Vyřazen byl roku 1919. Dne 10. března 1920 jej zakoupila společnost Bahama and West Indies Trading Co. z Nassau a přejmenovala jej na Reviver. Roku 1923 jej koupila společnost Bahama Salvors Ltd. Roku 1931 byl sešrotován.
Dělový člun Isla de Cuba námořnictvo vyřadilo roku 1904 a poté jej 20. března 1907 zapůjčilo námořní milici státu Maryland. Dne 2. dubna 1912 dělový člun koupila Venezuela, jejíž námořnictvo jej zařadilo jako Mariscal Sucre. Roku 1940 byl sešrotován.